# هلا فووليوكي
هـِلاّ فووليوكي (Hella Wuolijoki؛ هلمي إستونيا، 22 يونيو 1886 - هلسنكي، 2 فبراير 1954) كاتبة فنلندية من أصل إستوني، اشتهرت بسلسلتها "Niskavuori".
في عام 1908، تزوجت من سولو فووليوكي الذي كان صديقاً شخصياً للينين، وتطلقا في عام 1923.
في العشرينات والثلاثينات، كانت هـِلاّ فووليوكي صاحبة «صالون سياسي» لمناقشة المسائل الإنسانية وتشجيع الأفكار اليسارية. إلا أنها آنذاك لم تكن شيوعية بشكل صريح، رغم اتصالاتها السرية بالتشيكا (الشرطة السرية التي أسسها لينين). اشتبهت الشرطة الفنلندية في كونها جاسوسة مقيمة بشكل غير شرعي، بيد أنها لم تمتلك دليلاً دامغاً حتى عام 1943، حين ألقي القبض عليها لإخفاءها مظلي جاسوس سوفياتي فحكم عليها بالسجن مدى الحياة. وأطلق سراحها في عام 1944 بعد وقف إطلاق النار الذي أنهى حرب الاستمرار.
كانت فووليوكي عضوة في البرلمان الفنلندي ورئيس كتلة رابطة الشعب الفنلندي الديمقراطية 1946-1947. كما شغلت فووليوكي منصب مدير إذاعة أوليسراديو 1945-1949.
كتبت هـِلاّ فووليوكي كتباً باسم يوهاني ترفابا، المتسمة بشخصية أنثوية قوية. كما كتبت بضعة كتب مع المؤلف الألماني برتولت بريشت منها «السيد بونتيلا وتابعه ماتي».
و هـِلاّ فووليوكي هي جدة السياسي الفنلندي إركي تووميويا. وشقيقة سالمي دوت الشخصية المؤثرة في الحركة الشيوعية البريطانية.

## روابط خارجية
- هلا فووليوكي على موقع IMDb (الإنجليزية)
- هلا فووليوكي على موقع قاعدة بيانات الفيلم (الإنجليزية)